# Gmina Stara Biała
Gmina Stara Biała là một gmina nông thôn (khu hành chính) ở huyện Płock, Masovian Voivodeship, ở miền đông trung bộ Ba Lan.  Khu vực hành chính của nó là làng Biała, nằm khoảng 8 km (5 mi) về phía tây bắc của Płock và 101   km (63 mi) về phía tây bắc của Warsaw. Gmina lấy tên từ làng Stara Biała ("Old Biała").
Gmina có diện tích 111,12 kilômét vuông (42,9 dặm vuông Anh)  và tính đến năm 2006, tổng dân số của nó là 10.040 người.
Gmina bao gồm một phần của khu vực được bảo vệ gọi là Công viên cảnh quan Brudzeń.

## Làng
Gmina Stara Biała bao gồm các làng và các khu định cư như Biała, Bronowo Kmiece, Bronowo-Zalesie, Brwilno, Dziarnowo, Kamionki, Kobierniki, Kowalewko, Kruszczewo, Ludwikowo, Mańkowo, Maszewo, Maszewo Duże, Miłodróż, Nowa Biała, Nowe Bronowo, Nowe Draganie, Nowe Proboszczewice, Nowe Trzepowo, Ogorzelice, Srebrna, Stara Biała, Stare Draganie, Stare Proboszczewice, Trzebuń, Ulaszewo, Włoczewo và Wyszyna.

## Gmina lân cận
Gmina Stara Biała giáp với thành phố Płock và với các gmina khác như Bielsk, Brudzeń Duży, Gozdowo, Nowy Duninów và Radzanowo.